# April 1998
Dit artikel geeft een chronologisch overzicht van alle belangrijke gebeurtenissen per dag in de maand april van het jaar 1998.

## Gebeurtenissen

### 2 april
- Maurice Papon, die een hoge functie bekleedde tijdens het Vichy-bewind, wordt in Frankrijk veroordeeld tot tien jaar gevangenisstraf en even lange ontzegging van de burgerrechten.

### 3 april
- Sneeuwwitje, de allereerste musical van Studio 100, gaat in première.

### 4 april
- Het college van de gemeente Amsterdam krijgt een regenboogcoalitie bestaande uit de partijen PvdA, VVD, D66 en GroenLinks. In alle veertig grootste gemeenten van Nederland heeft de PvdA in het college van B en W een of meer wethouders. D66 moet veel wethouderszetels inleveren.

### 5 april
- In Japan wordt de Akashi-Kaikyobrug geopend voor alle verkeer. De €2,9 miljard kostende brug is de langste hangbrug ter wereld.

### 6 april
- Akzo Nobel geeft toe te onderhandelen over de overname op de Britse verffabrikant Courtaulds. Eind april volgt een bod van 6,3 miljard gulden.
- Recordfusie in de Verenigde Staten: De financiële giganten Citicorp en Travelers gaan samen verder onder de naam Citigroup. Het vormt de opmaat van een reeks fusies in de Amerikaanse financiële sector.
- Tammy Wynette, zangeres van de hit 'Stand By Your Man', overlijdt op 55-leeftijd.

### 7 april
- Hockeyclub 's-Hertogenbosch wint de landstitel in de Nederlandse hockeyhoofdklasse door in de derde wedstrijd van de finale van de play-offs met 2-1 te winnen van titelverdediger Amsterdam.
- Zanger George Michael wordt gearresteerd voor een "oneerbare daad" in een openbaar toilet in Beverly Hills, Californië. Hierdoor was hij gedwongen, na jarenlange geruchten, uit de kast te komen. Kort daarna maakt hij een ironisch loflied, Outside, dat is gebaseerd op die gebeurtenis.

### 10 april
- Na marathonoverleg in Belfast tekenen Groot-Brittannië, de Ierse Republiek en de belangrijkste partijen in Noord-Ierland een historisch vredesakkoord, het zogeheten Goede Vrijdag-akkoord. De IRA steunt het akkoord, maar vindt het nog te vroeg om de wapens in te leveren.

### 12 april
- Vijf speelronden voor het einde van de Nederlandse voetbalcompetitie is AFC Ajax zeker van de landstitel, de 27ste uit het bestaan van de club. In de kwartfinales van de UEFA Champions League worden de Amsterdammers uitgeschakeld door Spartak Moskou.

### 13 april
- Het IMF twijfelt aan de begrotingsdiscipline van de landen die de euro gaan invoeren. De begrotingsmaatregelen zijn niet structureel en er is te weinig geprofiteerd van de gunstige conjunctuur.

### 15 april
- In een biografie wordt onthuld dat ex-premier Hendrikus Colijn als officier in 1894 verantwoordelijk was voor de executie van Balinese vrouwen en kinderen door zijn Ambonese soldaten op het Indonesische eiland Lombo.
- De Tweede Kamer stemt in met invoering van de euro in elf EU-landen. De euro gaat per 1 januari 1999 gelden als Europese munt. Per 1 januari 2001 komen euro-biljetten en -munten in omloop.

### 16 april
- De vroegere leider van de Rode Khmer in Cambodja, Pol Pot, overlijdt op 72-jarige leeftijd aan een hartaanval.

### 17 april
- De campagne voor de Tweede-Kamerverkiezingen op 6 mei begint met een scherpe woordenstrijd tussen PvdA-leider Wim Kok en VVD-leider Frits Bolkestein over de benoeming van Wim Duisenberg tot president van de Europese Centrale Bank. Bolkestein meent dat de Nederlandse regering zich harder teweer moet stellen tegen druk uit Parijs om de Franse kandiaat Trichet benoemd te krijgen.

### 18 april
- Opening van het Akerstadion, een voetbalstadion in de Noorse stad Molde.

### 19 april
- De Spaanse langeafstandsloper Fabián Roncero is met 2:07.26 de snelste in de 18e editie van de marathon van Rotterdam. Bij de vrouwen zegeviert Tegla Loroupe voor het tweede jaar op rij, ditmaal in een tijd van 2:20.47.
- Ronny Ligneel wint de veertiende editie van de marathon van Antwerpen in een tijd van 2:15.22.

### 20 april
- D66 kondigt aan niet mee te doen aan een tweede paarse kabinet wanneer de partij bij de verkiezingen van 6 mei minder dan tien zetels haalt. D66 staat in de opiniepeiling op zwaar verlies.

### 23 april
- Marc Dutroux ontsnapt uit het gerechtsgebouw van Neufchâteau. Vier uur later wordt hij in de Ardense bossen van Herbeumont opgemerkt door een boswachter en gearresteerd. Minister van Justitie Stefaan De Clerck en Minister van Binnenlandse Zaken Johan Vande Lanotte hebben ondertussen al hun ontslag gegeven. In 2000 wordt Dutroux veroordeeld tot vijf jaar extra cel voor die ontsnapping.
- De arrestatie van een jonge Marokkaan op het August Allebéplein in de Amsterdamse wijk Overtoomse Veld leidt tot hevige onlusten. De politie wordt geconfronteerd met een nieuw fenomeen: de relschoppers hebben in een mum van tijd met hun mobiele telefoons honderden jongeren en vrienden gemobiliseerd. De rellen gaat tot middernacht door en leiden tot het initiatief van de buurtvaders.
- In Den Haag demonstreren 23.000 verpleegkundigen tegen het uitblijven van een CAO in de gezondheidszorg. Later volgden acties in ziekenhuizen. Lange tijd weigerden werkgevers met vakbonden te overleggen omdat de werkgevers meer geld van het kabinet eisen. Kort voor de Kamerverkiezingen komt het kabinet met 1,1 miljard gulden over de brug, later nog eens met 200 miljoen.

### 24 april
- Nederland eindigt als achtste en laatste bij het wereldkampioenschap ijshockey voor B-landen (divisie I) in Slovenië, en degradeert daardoor naar de C-poule.
- VVD-leider Frits Bolkestein kondigt aan dat hij de enige VVD-kandidaat voor het premierschap is, mocht zijn partij bij de verkiezingen van 6 mei de grootste worden.
- De noodlijdende computerfabrikant Tulip vraagt surcéance van betaling aan. In de zomer neemt Begemann het bedrijf over, de fabriek komt in Amerikaanse handen.

### 25 april
- Sergej Kirijenko wordt na ruim een maand verzet en drie stemmingen in het Russische parlement, benoemd tot premier van Rusland.
- Rolf Järmann wint Nederlands enige wielerklassieker, de Amstel Gold Race.

### 29 april
- Minister Winnie Sorgdrager lucht haar hart in een vraaggesprek met NRC Handelsblad. Ambtenaren op haar ministerie hebben haar jarenlang gedwarsboomd, onder meer door informatie te laten 'lekken' naar de media. De ambtelijke top van Justitie reageert ontstemd. De minister maakt kort hierna bekend niet beschikbaar te zijn voor een tweede termijn.

<< · januari · februari · maart · april · mei · juni · juli · augustus · september · oktober · november · december · >>